# Ejidos de la Feria
Los Ejidos de la Feria, también conocidos como La Cuerda o las Eras de Santa Catalina, es una gran explanada peatonal que rodea al Recinto Ferial de Albacete en el castizo y céntrico barrio Feria de la ciudad española de Albacete. Centro neurálgico de la capital, junto con el contiguo paseo de la Feria, es uno de los escenarios principales en los que se celebra la Feria de Albacete, declarada de Interés Turístico Internacional, que tiene lugar del 7 al 17 de septiembre. Es también el escenario principal en el que se desarrolla cada martes el popular macromercado al aire libre de Los Invasores.

## Historia
Los Ejidos de la Feria rodean totalmente por el exterior al Recinto Ferial de Albacete, construido en 1783. El edificio ferial, con planta en forma de sartén, es un ejemplo de arquitectura manchega orientada hacia la actividad comercial. El cuerpo de la sartén está formado por anillos concéntricos que albergan puestos comerciales. Desde su construcción ha sido objeto de numerosas ampliaciones y reformas.
Al este de los ejidos, interiormente, se encuentra la emblemática Puerta de Hierros de Albacete, que es la puerta de entrada principal al Recinto Ferial. Fue inaugurada el 7 de septiembre de 1974, sustituyendo a la anterior, que databa de 1783. Tiene unas dimensiones de 36 metros de largo por 25 metros de altura.
En el centro de la gran plaza que forman los ejidos al este, frente a la Puerta de Hierros y el paseo de la Feria, se encuentra el Pincho de la Feria, un famoso elemento que constituye uno de los lugares de encuentro más conocidos de la capital, especialmente durante el transcurso de la Feria de Albacete. Se trata de un mástil blanco de gran altura que durante la Feria de Albacete está rodeado por largas tiras de luces que le confieren a la zona un aspecto altamente festivo. Destaca también el suelo en el que se asienta, sobre el que se dibuja una gran estrella de color gris de cuatro puntas en cuyo centro se ancla este lugar de encuentro por antonomasia. 
Al noroeste se encuentra La Mulilla, escultura que representa a dos equinos trotando a tamaño real en recuerdo del comercio de ganado que se desarrollaba en esta zona en la antigüedad. Fue inaugurada en 2010 en el marco de la celebración del tercer centenario de la confirmación de la Feria de Albacete.

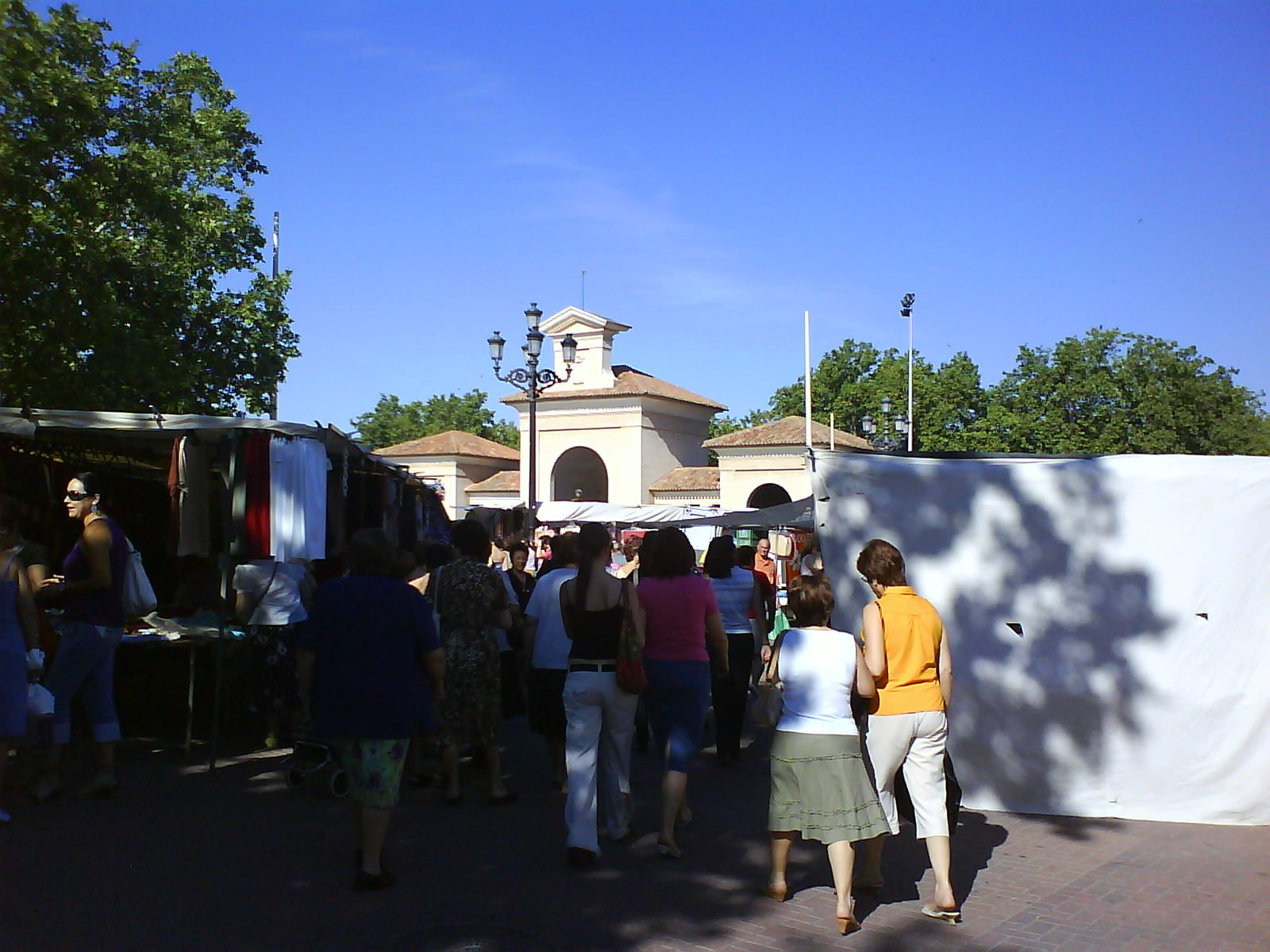
Los Invasores, en los Ejidos de la Feria

Al noreste de los ejidos se ubica el Colegio Público Feria-Isabel Bonal y al suroeste el Colegio Público Carlos V. También se situó en esta zona el Colegio Cristóbal Colón, creado en 1973 que en 1977 cambió de ubicación.
Al sur de los ejidos, a lo largo de toda su longitud, de este a oeste, se encuentra una zona arbolada similar a un parque. Al noreste, junto al Colegio Público Feria-Isabel Bonal, se sitúa un campo de fútbol que, durante la Feria de Albacete, se convierte en la Feria de la Tapa en una gran carpa de más de 3000 metros cuadrados con establecimientos que sirven tapas a un precio reducido.

## Eventos

### Feria de Albacete

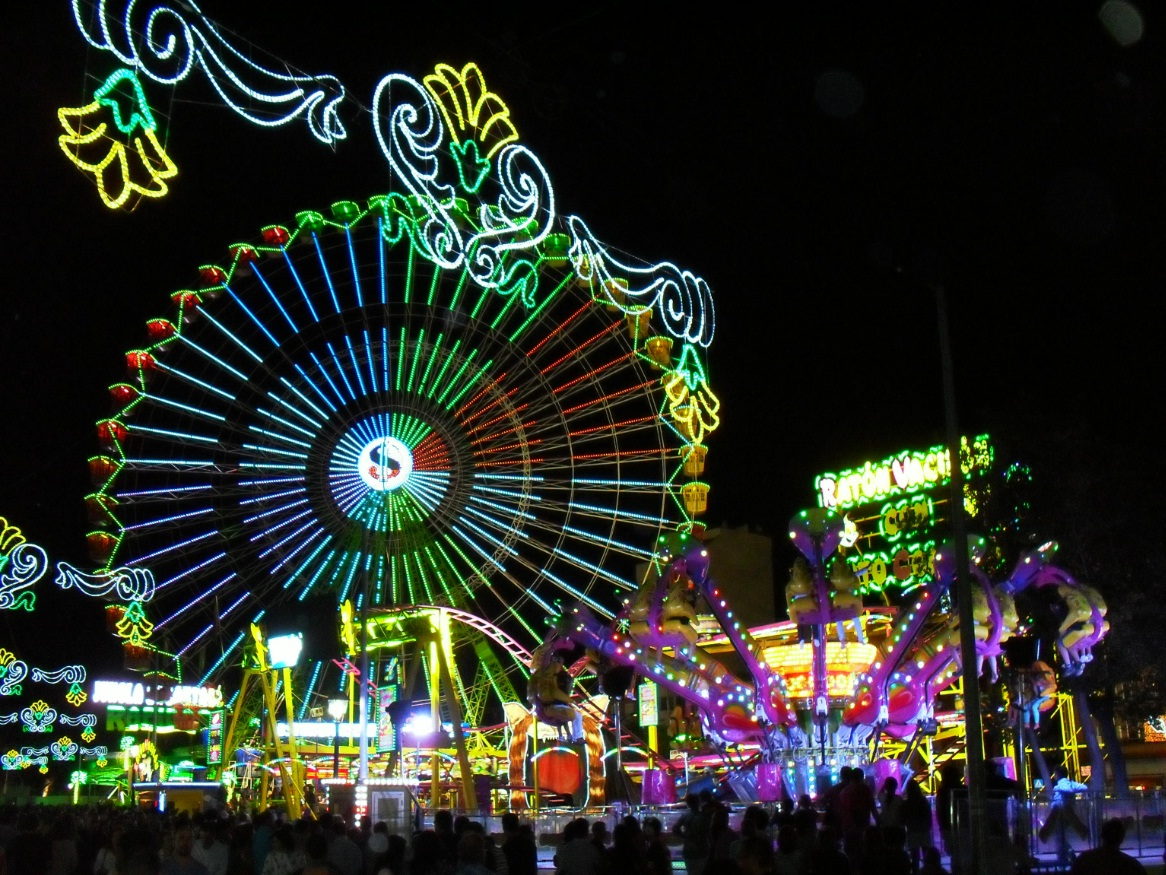
Atracciones ubicadas en los Ejidos de la Feria

Los Ejidos de la Feria es uno de los principales escenarios en los que se desarrolla la Feria de Albacete, que tiene lugar del 7 al 17 de septiembre. Al pasar el paseo de la Feria se entra en la explanada que rodea al Recinto Ferial, que era el lugar, conocido como "la Cuerda", donde antiguamente los comerciantes exponían el ganado para su venta, el cual perdió su uso con la llegada de la mecanización del campo.
Hoy en día alberga las instalaciones móviles de las televisiones locales y autonómicas, las carpas de música, las atracciones de mayor tamaño o la Feria de la Tapa.
Las casetas con espectáculos abiertos, como las carpas de música rock, son una de las grandes diferencias con respecto a otras ferias españolas. Rodeando por el exterior todo el Recinto Ferial se encuentran puestos de artesanía ambulante y juguetes.
Las casetas de la Feria de Albacete se sitúan en los Ejidos de la Feria, rodeando al Recinto Ferial de Albacete, y son de libre acceso. Las más tradicionales sirven comidas durante todo el día y cuentan con su propia programación de espectáculos, entre los que se incluyen las manchegas, el flamenco, las sevillanas o el karaoke, mientras que las casetas de las discotecas sirven cubatas o mojitos y cuentan con gogos o djs.
Los caballos son una parte fundamental de la Feria de Albacete durante las mañanas. Los jinetes pasean sus caballos por los Ejidos de la Feria luciendo sus trajes, monturas y enganches, que le dan otro color a la feria. Son los conocidos paseos de la Cuerda.

### Fiestas de San Juan

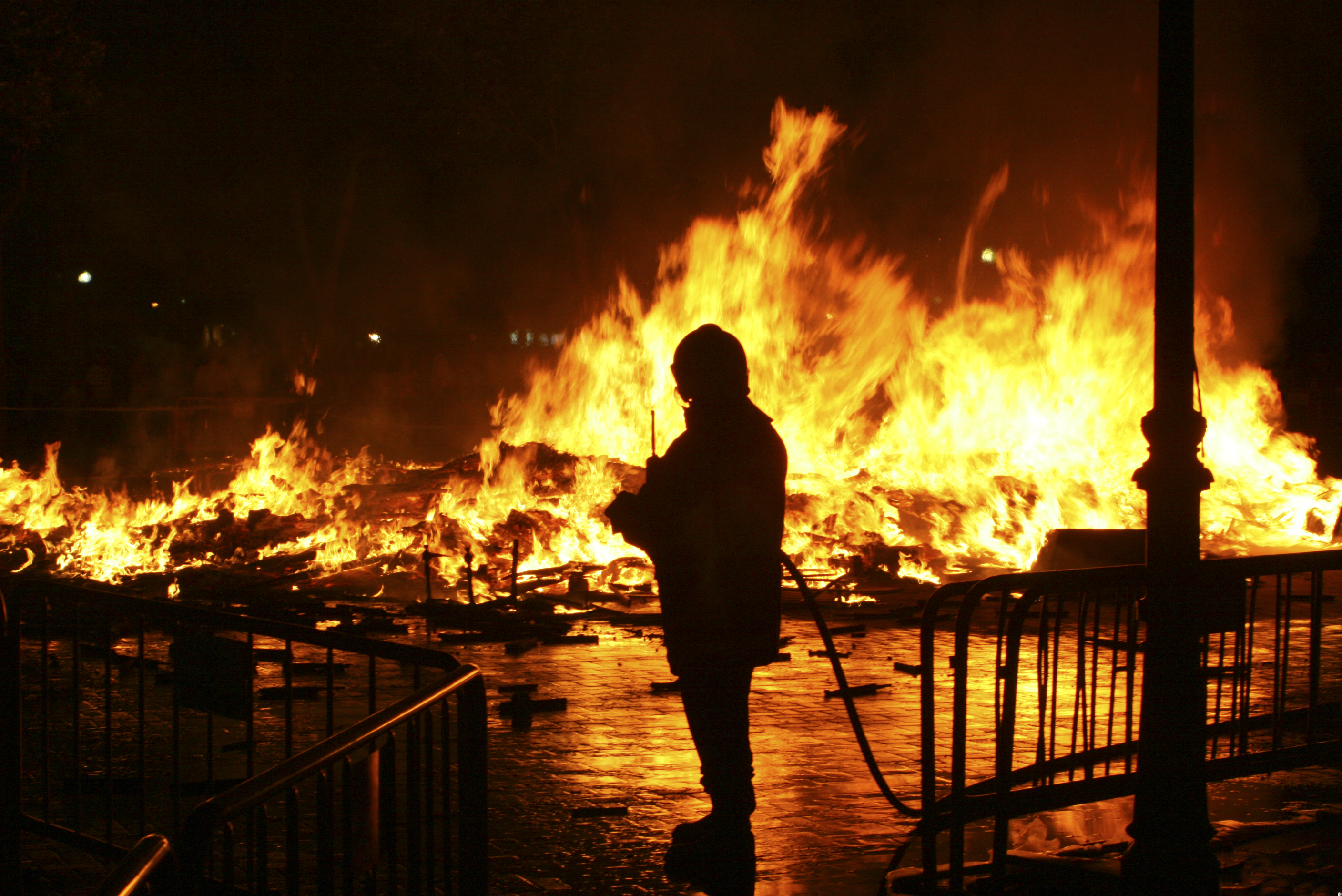
Hoguera de San Juan, en los Ejidos de la Feria

En los Ejidos de la Feria, en la noche de San Juan, del 23 al 24 de junio, se prende fuego a la hoguera de San Juan de las Fiestas de San Juan de Albacete, tras el desfile de las antorchas.

### Los Invasores
Los Invasores es un mercado al aire libre que se monta todos los martes del año en los Ejidos de la Feria y parte del Recinto Ferial de Albacete. Es abarrotado cada semana por miles de personas que buscan todo tipo de productos al menor precio. En la actualidad cuenta con 550 puestos en los que se puede encontrar cualquier producto teniendo en cuenta la gran magnitud de este mercado.